# Tema del mar Egeo
El tema del mar Egeo (en griego: θέμα τοῦ Αἰγαίου Πελάγους, thema tou Aigaiou Pelagous) fue una provincia bizantina en el mar Egeo, establecida a mediados del siglo ix. Era uno de los tres temas navales (θέματα ναυτικᾶ), sirviendo principalmente para proporcionar barcos y tropas para la marina bizantina, aunque también funcionaba como circunscripción administrativa.

## Historia
El tema tiene sus orígenes en la antigua provincia civil de las "Islas" (en latín: Insulae, en griego: Nήσοι), que abarcaba las islas del Egeo Oriental hasta Ténedos. El término Aigaion Pelagos aparece por primera vez como circunscripción administrativa a comienzos del siglo viii según atestiguan sellos varios de sus kommerkiarioi (oficiales de aduana). Uno de ellos, datado de 721/722, incluso hace referencia a un oficial a cargo de todas las islas, posiblemente implicando también dominio sobre las islas del norte y occidentales. Militarmente, las islas del Egeo estuvieron bajo control de los carabisianos y más tarde del tema cibirreota durante los siglos vii y viii. Desde el siglo viii tardío aparecen dos unidades separadas en el Egeo: el drungario del Mar Egeo (Aigaion Pelagos), aparentemente controlando la mitad del norte, y el drungario "de las Doce Islas" (Dodekanesos) o "del Golfo" (Kolpos) a cargo del sur. Este último finalmente evolucionó al tema de Samos, mientras el anterior evolucionó al tema del Mar Egeo, abarcando tanto las islas del norte Aegean así como el estrecho de los Dardanelos y las costas del sur del Propontis. El tema del mar Egeo tiene que haber sido creado en 843: su estratego no aparece en el Taktikon Uspensky de 842/843, el cual todavía lista al Drungario, pero es atestiguado como activo en Lesbos en 843.
El tema del mar Egeo era un tema regular, subdivido en tourmas y banda y con sus funcionarios militares, civiles y fiscales. En las áreas de los Dardanelos y el Propontis, aun así, el drungario y más tarde el estratego compartía el gobierno probablemente con el conde del tema opsiciano. Este último probablemente retenía la autoridad sobre la administración civil y la defensa local, mientras que el gobernante del Egeo era sólo responsable de equipar barcos y alistar a los hombres de estas áreas. Una situación similar se daba en el Tema de Samos. Esta división se acredita por el hecho de que los opsicianos, y especialmente los sklabesianoi que vivían en el tema están atestiguado sirviendo como infantería de marina en el siglo x. Según el emperador Constantino VII Porfirogéneta (r. 913–959), a comienzos del siglo x el tema incluía Lesbos (sede del strategos), Lemnos, Imbros y Ténedos, Quíos (más tarde transferido a Samos), las Espóradas y las Cícladas. Según Hélène Ahrweiler, las Cícladas probablemente fueran transferidos al tema Egeo cuando se separó el Dodekanesos/Kolpos y se estableció el tema de Samos a finales del siglo IX. En 911, las fuerzas del tema naval del Egeo sumaban 2.610 remeros y 400 soldados de infantería.
La provincia sobrevivió hasta finales del siglo x o principios del siglo xi cuándo fue progresivamente dividido en unidades más pequeñas. Cuando las Cícladas y Espóradas, Quíos y la región de Abido fueron encomendadas a su propio strategoi, el tema del Egeo pasó a ser una provincia puramente civil que comprendía solo las costas del Propontis y la región alrededor de Constantinopla. Para finales del siglo xi, los restos de la flota temática fueron integrados en la marina imperial de Constantinopla, bajo la orden de un megas doux. Después, en un momento indeterminado del siglo xii, el tema del Egeo parece haber sido fusionado con el Tema opisciano en una única provincia atestiguada en el Partitio terrarum imperii Romaniae de 1204. El tema cesó de existir después de la disolución del Imperio bizantino por la cuarta cruzada en 1204.